# Ranč U Zelené sedmy
Ranč U Zelené sedmy je český televizní seriál Iva a Evy Pelantových. Po své premiéře v roce 1998 zaznamenal divácký úspěch. První řadu seriálu natočila Česká televize v koprodukci s Ateliéry Zlín. Ostatní dvě řady vyprodukovala jen Česká televize v letech 2000 a 2005. Seriál vyšel rovněž knižně, a to s doprovodnými kresbami Honzy Vyčítala.
Seriál má dvě verze, které se ovšem obsahem neliší – verze s krátkými díly (42 dílů po v průměru 26 minutách) a verze s dlouhými díly (21 dílů po v průměru 52 minutách). Dlouhé díly vznikly zařazením dvojic krátkých dílů za sebe (bez mezilehlých znělek). Při premiéře v letech 1998 až 2005 byl seriál vysílán ve verzi s dlouhými díly, v roce 2006 byla poprvé představena verze s krátkými díly.

## Příběh
Rodina Kudrnových bydlí v paneláku na sídlišti v pražských Vysočanech. Jednoho dne jim notář sdělí, že zdědili statek po strýci Hubertovi, o kterém nikdy neslyšeli. Napřed tam zajedou na víkend, potom tam nechají děti s babičkou na prázdninách a nakonec se tam i nastěhují. O ten později přijdou kvůli stavbě dálnice, proto se nastěhují do 20 km vzdálené hájenky, ze které se stěhoval hajný, poněvadž se tam jeho žena bála.

## Hlavní postavy

### Maminka – Eliška Kudrnová
(Milena Steinmasslová)
Původním povoláním optička. Dbá o správnou výživu celé rodiny. Napřed kupovala za velké peníze kozí mléko, po přestěhování na ranč se starala o kozu a další domácí zvířata.

### Tatínek – Vojtěch Kudrna
(Miroslav Noga, dabuje Petr Rychlý)
Původním povoláním programátor. Na ranči byl renesanční člověk, čímž dováděl ženu k šílenství a rodinné konto k minusu. Jeho snem byl kůň, který se mu splnil při jeho čtyřicátých narozeninách.

### Štěpán Kudrna
(Marian Beník, dabuje v 2.-3. sérii Tomáš Pavlíček)
Vypravěč celého příběhu. Přál si psa, a tak, když na ranči dostal k Vánocům atlas psů, byl zklamaný. Překvapení bylo, když před rančem čekal skutečný pes Dáreček, kterého mu dala babička. Kameru získal díky babiččině neplánovanému „kaskadérskému výkonu“ v den její svatby v soutěži Tak neváhej a toč. V lásce neměl moc štěstí. Kvůli své nešťastné lásce ke spolužačce Markétce Čimperové dokonce přemýšlel o sebevraždě. Svou pravou, o níž si nejprve myslel, že je to kluk, nakonec potkal v bourající se čtvrti.

### Matěj Kudrna
(Pavel Zedníček)
Malý rozumbrada. Vždy má po ruce něco chytrého a hodně čerpá ze svého minulého života větou: "To já, v minulým životě..." Po dobu, kdy je nejmladší, je chráněncem maminky a ta mu odpustí každou lumpárnu.

### Eliška Kudrnová
(Ivana Škarková, dabuje v 1.-2. sérii Klára Šumanová)
Eliška – přezdívaná Elis (podle anglické Elizabeth) – se učila angličtinu dobře a ráda. Její láska k lektorovi angličtiny Mikeovi skončila v Praze zápisem v trestním rejstříku poté, co se po rozchodu s Mikem, který přestože jí slíbil, že po návratu z Číny budou spolu, plánoval odcestovat zpět do Číny na další rok, zapletla do probíhající demonstrace, kde byla zadržena s kamenem v ruce. Ani její druhá láska k majiteli autobazaru Pavlovi se, hlavně mamince a Štěpánovi, hrdému milovníkovi koní, nelíbila, zato Matějovi ano. Maminka by jako nápadníka Elis nejraději viděla veterináře Hrocha.

### Adélka Kudrnová
(Klára Tláskalová)
Maminka ji původně chtěla porodit doma s rodinou. Na poslední chvíli si to však rozmyslela, a tak ji Elis odvezla do porodnice. Díky ní děda Jeřábek oprášil své housle a začal na ně znovu hrát.

### Babička – Eliška Jeřábková
(Jana Štěpánková)
Babička s velkým smyslem pro humor. Původním povoláním řidička tramvaje. Nikoho nešetřila svými jízlivými poznámkami, kterými se ze začátku snažila sabotovat přestěhování na ranč. Později si přivlastnila všechny zásluhy ve své knižní verzi Ranč U Zelené sedmy (seriálová knížka a reálné knižní vydání nejsou stejné).

### Alois Jeřábek
(Lubomír Kostelka)
Soused, který si poradí se vším kromě babičky. S babičkou se rychle spřátelil a nakonec se i vzali. Pro sebe i své přátele pálí doma pálenku zvanou Jeřábkovice.

### Anička Studničková
(Patricie Solaříková)
Anička Studničková se s Matějem setkala poprvé, když se rodina přestěhovala na Ranč a Matěj začal chodit na novou školu. Matěj zjišťuje, že Anička je šikanovaná nejen spolužačkami, ale také učitelkou Peštovou. Postupně se z Aničky, přezdívané Studna, a Matěje stávají přátelé a nakonec také partneři. Jelikož to Anička nemá doma jednoduché, její otec je několikráte popisován jako agresivní a hrubý, dokonce je zmíněno, že Aničku i bil, tráví Anička s rodinou Kudrnových spoustu času.
Matěj je rozhodnutý, že jakmile bude Aničce 18, vezmou se.

### Hroch
(Robert Jašków)
Václav Hroch je veterinář, kterého rodina poznala, když se rozhodla prodat jednoho z koní. Postupně se stává rodinným přítelem Kudrnových, což se projevu kupříkladu tím, že je požádá, aby od nich mohl mít hříbě, které by si v jejich stáji také ustájil. V době, kdy je Kudrnovic klisna březí, jezdí se Hroch se svojí známou projet. Elis se po rozchodu s Pavlem zamiluje právě do Hrocha, ovšem ten o ní zpočátku nejeví zájem. V jedné z posledních scén seriálu se dozvídáme, že se dali dohromady a dokonce spolu měli potomka.

### Peštová
(Simona Stašová)
Matějova učitelka, která si zasedla na Aničku. V době její psychické krize jí nejvíc pomohla maminka Kudrnová, která jí mimo jiné léčila svojí vynikající cukínovou polévkou. Během svého pobytu na ranči začala mít Matěje docela ráda a stal se z ní veselejší člověk.

### Markéta
Ve třídě byla nová žákyně, původem z Ústeckého kraje, kde byl však velice špatný vzduch, což vedlo k tomu, že se dusila, a Štěpán se do ní okamžitě zamiloval. Aby ji získal, zkoušel se vytahovat s koněm Hubertem a zval Markétu ať se projede. Sešli se tedy na louce a Markéta Štěpánovi s koněm ujela. Sešli se tak ještě dvakrát a Štěpán poznal, že nemá ráda jeho, ale koně. Proto ji Štěpán začal nesnášet.
Postava se objevila jen v první řadě, dále se s ní nesetkáváme.

### Františka
(Lenka Novotná)
V poslední řadě seriálu se Štěpán rozhodl, že se chce zabývat filmováním "sociálních případů". Při snaze natočit záběry pro svůj film narazil ve Veselí, městečku, kam chodil do školy, na čtvrť v příšerném stavu. Zde natáčel "feťácké doupě", ze kterého ho vyhnal jeden z obyvatel. Na útěku přeskočil Štěpán zeď a dostal se tak na pozemek plný psů. Před "jistou smrtí" byl zachráněn Frantou. K domu se poté ještě vrací a zjišťuje, že Franta je holka. Ve 41. díle zachrání s Františkou psa, ovšem zaplatí za to tvrdou cenu - přinese na Ranč blechy. Následně s Františkou začne chodit.
Ke konci poslední epizody (42.) se dozvídáme, že Františka, původně vyučená švadlena, vede vlastní útulek. Ten jí pomohlo založit nejen vedení města Veselí, ale také Kudrnovic rodina.

### Mike
(Michael Minard)
Elis se s Mikem setkává na kurzu angličtiny, kde se dohodnou, že za ní Mike přijede na Ranč. Elis je s rodiči dohodnutá, že po maturitě odletí za Mikem, ovšem k tomu již nedojde, jelikož jí Mike zradí - namísto toho, aby plánoval jejich společnou budoucnost, rozhodne se, že odletí podruhé do Číny, tentokráte minimálně na rok.
V době, kdy Kudrnovi provozují ozdravné pobyty, se seznamujeme také s Mikovými rodiči. Tajně přijedou na Ranč, aby zjistili, jak rodina žije.

### Pavel
(Rostislav Novák ml.)
S postavou Pavla se diváci a Elis seznamují ve chvíli, kdy Elis nabourala při cestě ze školy otcovo auto. Podařilo se jí přesvědčit Pavla, aby jí prodal jedno ze světel, které má okamžitě dostupné, a jelikož mu za opravu dluží (8000 Kč), znovu se setkávají o několik dní později. Postupně se Elis do Pavla zamiluje, což vede k tomu, že pro něj nejen začne pracovat, ale také se k němu nastěhuje. Když rodina odjede na hory, Elis předstírá zranění nohy, aby mohla zůstat s Pavlem. Jelikož ale Elis musí na Ranč, aby podojila kozy, pohádá se s Pavlem, což vede až k tomu, že se rozejdou.
Pavel si během vztahu s Elis získává přízeň rodiny, hlavně Matěje a babičky; Matěje s sebou bere na Slovensko na závody, babičku nechává řídit řadu svých vozů.

## Seznam epizod

### První řada (1998)
|    | Číslo epizody | Název epizody                                    |
| -- | ------------- | ------------------------------------------------ |
| 1  | 1             | Jak jsme se stali rančery                        |
| 2  | 2             | Jak jsme se rozmnožili                           |
| 3  | 3             | Jak jsme kosili                                  |
| 4  | 4             | Jak jsme našli vodu                              |
| 5  | 5             | Jak jsme byli dohnáni k podnikání                |
| 6  | 6             | Jak jsme se božích darů dočkali                  |
| 7  | 7             | Jak jsme se stali chovateli koní                 |
| 8  | 8             | Jak jsem se poprvé zamiloval                     |
| 9  | 9             | Jak tatínek stavěl traktor                       |
| 10 | 10            | Jak maminka začala mít ráda Dárečka              |
| 11 | 11            | Jak Elis ke štěstí nepřišla                      |
| 12 | 12            | Jak do babičky vstoupil duch Dobromily Rettigové |
| 13 | 13            | Jak maminka k zimnímu spánku ulehla              |
| 14 | 14            | Jak jsme dostali všichni klaustrofobii           |

### Druhá řada (2000)
|    | Číslo epizody | Název epizody                              |
| -- | ------------- | ------------------------------------------ |
| 15 | 1             | Černý pátek na Ranči                       |
| 16 | 2             | Jak jsme znovu našli ztracený ráj          |
| 17 | 3             | Jak vypukla česko-americká válka           |
| 18 | 4             | Jak jsme zažili mezinárodní ostudu         |
| 19 | 5             | Jak jsme neváhali a točili                 |
| 20 | 6             | Jak se nad Rančem zablýskalo na lepší časy |
| 21 | 7             | Jak jsme se vrátili do minulého století    |
| 22 | 8             | Jak jsme se probojovali do finále          |
| 23 | 9             | Jak jsem začal mít dobré nápady            |
| 24 | 10            | Jak jsme vzkřísili Joachima Krauseho       |
| 25 | 11            | Jak jsme všichni utrpěli šok               |
| 26 | 12            | Jak Elis jela rallye                       |
| 27 | 13            | Jak jsme měli kojence i Japonce            |
| 28 | 14            | Jak se věštba splnila                      |

### Třetí řada (2005)
|    | Číslo epizody | Název epizody                                 |
| -- | ------------- | --------------------------------------------- |
| 29 | 1             | Jak jsme se vším praštili                     |
| 30 | 2             | Jak se Elis postavila globalizaci             |
| 31 | 3             | Jak se v naší rodině rozmohlo kuplířství      |
| 32 | 4             | Jak jsme závodili                             |
| 33 | 5             | Jak jsme mechanizovali naši rostlinnou výrobu |
| 34 | 6             | Jak jsme se stali závisláky                   |
| 35 | 7             | Jak jsme se vzbouřili                         |
| 36 | 8             | Jak jsme se léčili ze závislosti              |
| 37 | 9             | Jak jsme mamince splnili její sen             |
| 38 | 10            | Jak se nám ztracená dcera navrátila           |
| 39 | 11            | Jak jsme se neodvážili zeptat                 |
| 40 | 12            | Jak jsem málem přišel o život                 |
| 41 | 13            | Jak jsme se všichni drbali                    |
| 42 | 14            | Jak kostky byly vrženy                        |